# Latinska Amerika
Latinska Amerika je ozemlje, ki zavzema večji del obeh Amerik, saj zajema vse panameriške države, razen Združenih držav Amerike in Kanade. 
Ime je dobila po dejstvu, da so bili kolonizatorji tega področja Latinci; tj. Španci, Portugalci in Francozi, kar je vidno v jeziku in običajih.

## Gospodarstvo
V Mehiki na namakalnih poljih gojijo koruzo (Mehika je domovina koruze), fižol, bombaž in tobak. Tropski pridelki kot so banane, kokos, kava in kakav pa prihajajo predvsem s plantaž ob Mehiškem zalivu. Včasih so v Mehiki kopali predvsem zlato, danes pa prevladuje črpanje nafte. Vse pomembnejša dejavnost v Mehiki postaja turizem.
V Medmorski Ameriki se ukvarjajo z monokulturnim poljedelstvom. Pridelujejo sladkorni trs, banane, ananas, kokos, tobak in kavo. Na Karibskih otokih pa na plantažah pridelajo tropsko sadje (bananovci, kokosove palme), tropske začimbe (muškatni orešek, vanilija, poper, ingver) in sladila (sladkorni trs, kakavovec (Theobroma cacao)).

## Delitev
Latinsko Ameriko običajno delimo na osnovi geografije, politike, demografije in kulture. Če jo določimo kot vso Ameriko pod Združenimi državami Amerike, so osnovne regije Severna Amerika, Centralna Amerika, Karibi in Južna Amerika; zadnja vsebuje nadaljnje delitve kot npr. Južni rog, Gvajana in Andske države. Na osnovi jezika jo lahko razdelimo na špansko govoreči del (hispanski), portugalsko govoreči del in včasih tudi francosko govoreči del. 
| Zastava                | Grb     | Name                   | Površina države (km²) | Prebivalstvo 2013 | Gostota preb. (na km²) | Glavno mesto   | Uradno ime v lokalnem jeziku |
| ---------------------- | ------- | ---------------------- | --------------------- | ----------------- | ---------------------- | -------------- | ---------------------------- |
| Argentina              |         | Argentina              | 2,780,400             | 41,660,417        | 14.4                   | Buenos Aires   | Argentina                    |
| Bolivija               |         | Bolivija               | 1,098,581             | 10,461,053        | 9                      | Sucre          | Bolivia                      |
| Brazilija              |         | Brazilija              | 8,515,767             | 201,032,714       | 23.6                   | Brasília       | Brasil                       |
| Čile                   |         | Čile                   | 756,096               | 17,556,815        | 23                     | Santiago       | Chile                        |
| Kolumbija              |         | Kolumbija              | 1,141,748             | 47,387,109        | 41.5                   | Bogotá         | Colombia                     |
| Kostarika              |         | Kostarika              | 51,100                | 4,667,096         | 91.3                   | San José       | Costa Rica                   |
| Kuba                   |         | Kuba                   | 109,884               | 11,061,886        | 100.6                  | Havana         | Cuba                         |
| Dominikanska republika |         | Dominikanska republika | 48,442                | 10,219,630        | 210.9                  | Santo Domingo  | República Dominicana         |
| Ekvador                |         | Ekvador                | 283,560               | 15,439,429        | 54.4                   | Quito          | Ecuador                      |
| Salvador               |         | Salvador               | 21,040                | 6,108,590         | 290.3                  | San Salvador   | El Salvador                  |
| Gvatemala              |         | Gvatemala              | 108,889               | 15,438,384        | 129                    | Guatemala City | Guatemala                    |
| Haiti                  |         | Haiti                  | 27,750                | 9,893,934         | 356.5                  | Port-au-Prince | Haïti                        |
| Honduras               |         | Honduras               | 112,492               | 8,555,072         | 76                     | Tegucigalpa    | Honduras                     |
| Mehika                 |         | Mehika                 | 1,972,550             | 118,395,054       | 57                     | Mexico City    | México                       |
| Nikaragva              |         | Nikaragva              | 130,375               | 5,788,531         | 44.3                   | Managua        | Nicaragua                    |
| Panama                 |         | Panama                 | 75,517                | 3,661,868         | 54.2                   | Panama City    | Panamá                       |
| Paragvaj               |         | Paragvaj               | 406,752               | 6,800,284         | 14.2                   | Asunción       | Paraguay                     |
| Peru                   |         | Peru                   | 1,285,216             | 30,475,144        | 23                     | Lima           | Perú                         |
| Portoriko              |         | Puerto Rico*           | 9,104                 | 3,615,086         | 397                    | San Juan       | Puerto Rico                  |
| Urugvaj                |         | Uruguay                | 176,215               | 3,324,460         | 18.87                  | Montevideo     | Urugvaj                      |
| Venezuela              |         | Venezuela              | 916,445               | 31,648,930        | 31.59                  | Caracas        | Venezuela                    |
| Skupaj:                | Skupaj: | Skupaj:                | 20,027,923            | 603,191,486       | 30.1                   |                |                              |

*: ni samostojna država